# Joe Becker (Radsportler)
Joseph Harry „Joe“ Becker (* 14. September 1931 in St. Louis; † 11. Juni 2014 in Naples (Florida)) war ein US-amerikanischer Radrennfahrer.

## Sportliche Laufbahn
Becker war im Straßenradsport aktiv. Er war Teilnehmer der Olympischen Sommerspiele 1956 in Melbourne. Im olympischen Straßenrennen kam er auf den 43. Rang. In der Mannschaftswertung kam das Team der USA mit Joe Becker nicht in die Wertung, da nur Becker das Rennen beendete. Sein größter Erfolg im Radsport war der Sieg beim Elgin-Chicago-Race 1949. 1964 siegte er in der Tour of Kansas City. 1955 wurde er Staatsmeister von Florida im Straßenrennen. Becker wurde 1950 und 1951 Zweiter bei den Staatsmeisterschaften von Missouri. Beruflich war er in der US Air Force als Pilot tätig.